# Scambus erasi
Scambus erasi är en stekelart som beskrevs av Ian D. Gauld 1991. Scambus erasi ingår i släktet Scambus och familjen brokparasitsteklar. Inga underarter finns listade i Catalogue of Life.